# 梁光烈
梁光烈（1940年12月9日—2024年11月12日），四川三台人，中国人民解放军上将，中国共产党、中华人民共和国政治人物，原副国级领导人。曾任中國共產黨和中華人民共和國中央軍事委員會委員、国防部部长。

## 经历
1958年1月，参加中国人民解放军。1959年11月，加入中国共产党。1958年1月到1960年4月，任陆军第一军一师二团工兵连战士、班长，期间曾随队奔赴朝鲜。1960年4月到1963年1月，任陆军第一军一师二团工兵连副排长、排长，特务连司务长。

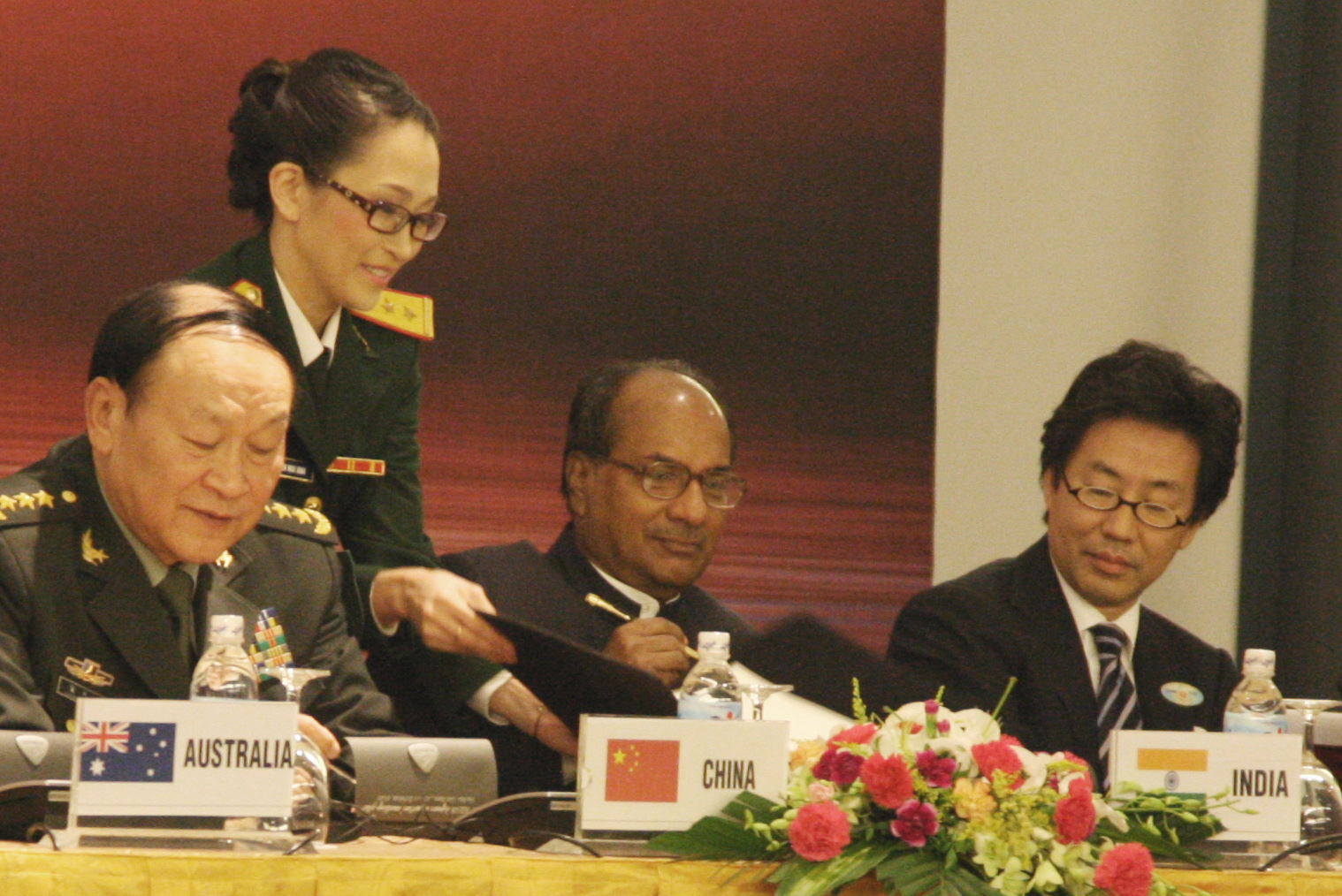
梁光烈（左一）于2010年亞太防長會議

1963年1月到1966年2月，任陆军第一军一师二团司令部作训股参谋。其间，1963年8月到1964年12月，为中国人民解放军信阳步兵学校学员。
1966年2月到11月，任陆军第一军一师司令部工兵科参谋。

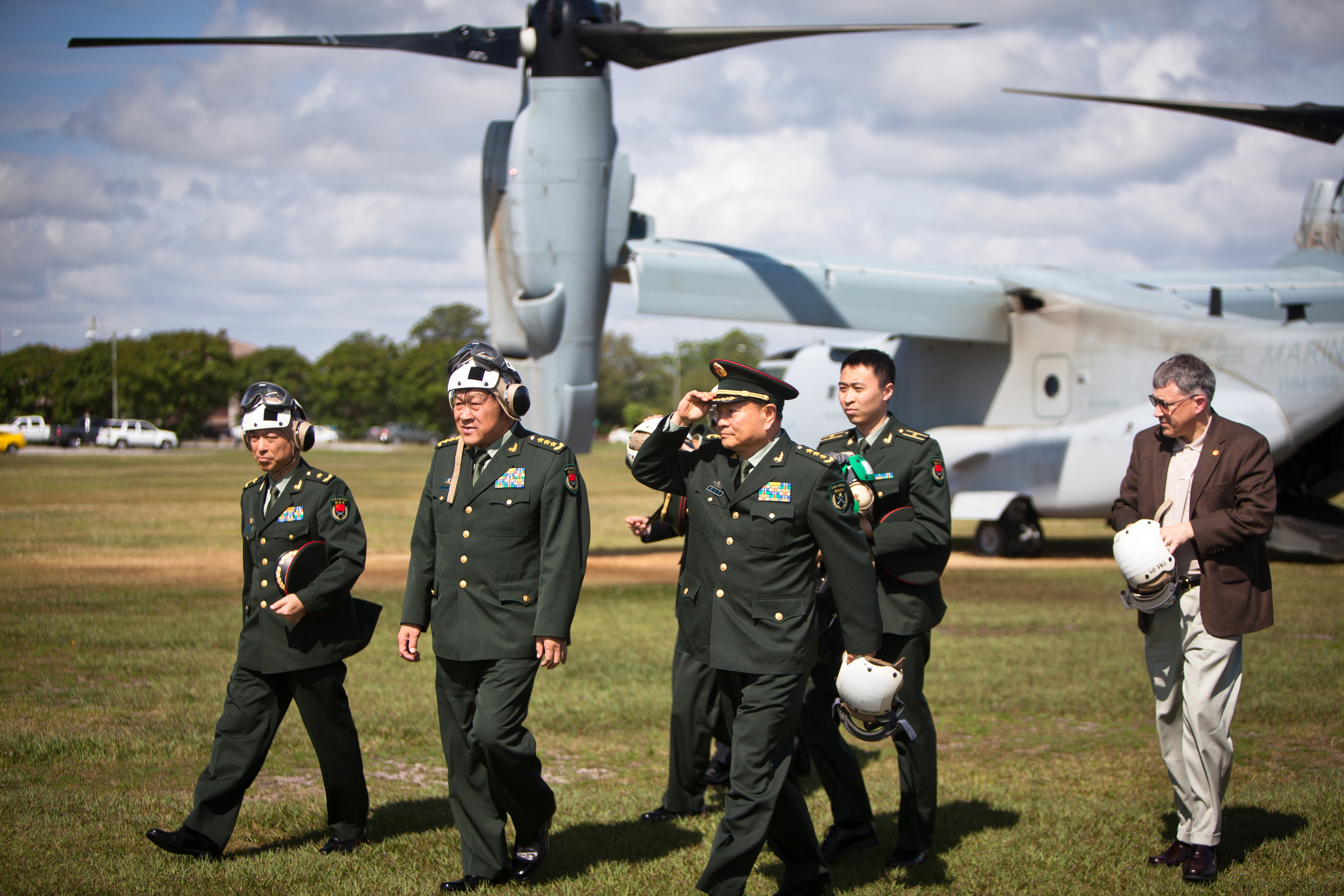
梁光烈（左二）于2012訪美登上魚鷹飛機

1966年11月到1970年2月，任陆军第一军一师司令部作训科参谋。
1970年2月到1971年3月，任武汉军区司令部作战部参谋。1971年3月到1974年12月，任武汉军区司令部作战部一科副科长。1974年12月到1979年7月，任武汉军区司令部作战部副部长。其间，1975年到1976年在军政大学军事系学习。中越战争期间，作为武汉军区作战部副部长与43军127师前指一起行动、亲历战场，协助昆明军区司令员杨得志指挥作战。1979年7月到1981年2月，任陆军第二十军五十八师副师长。1981年2月到1983年5月，任陆军第二十军五十八师师长。其间，1982年到1983年在中国人民解放军军事学院速成班学习。1983年5月到1985年8月，任陆军第二十军副军长。
1985年8月到1990年6月，任陆军第二十集团军军长。其间，1987年8月到12月在中国人民解放军国防大学进修系学习；1984年到1986年在河南大学党政干部班政治理论专业学习。
1990年6月到1993年12月，任陆军五十四集团军军长。1993年12月到1995年7月，任北京军区参谋长。1995年7月到1997年11月，任北京军区副司令员。1997年11月到1999年12月，任沈阳军区司令员。1999年12月到2002年11月，任南京军区司令员。
2002年11月到2003年3月，任中共中央军委委员、中国人民解放军总参谋长。

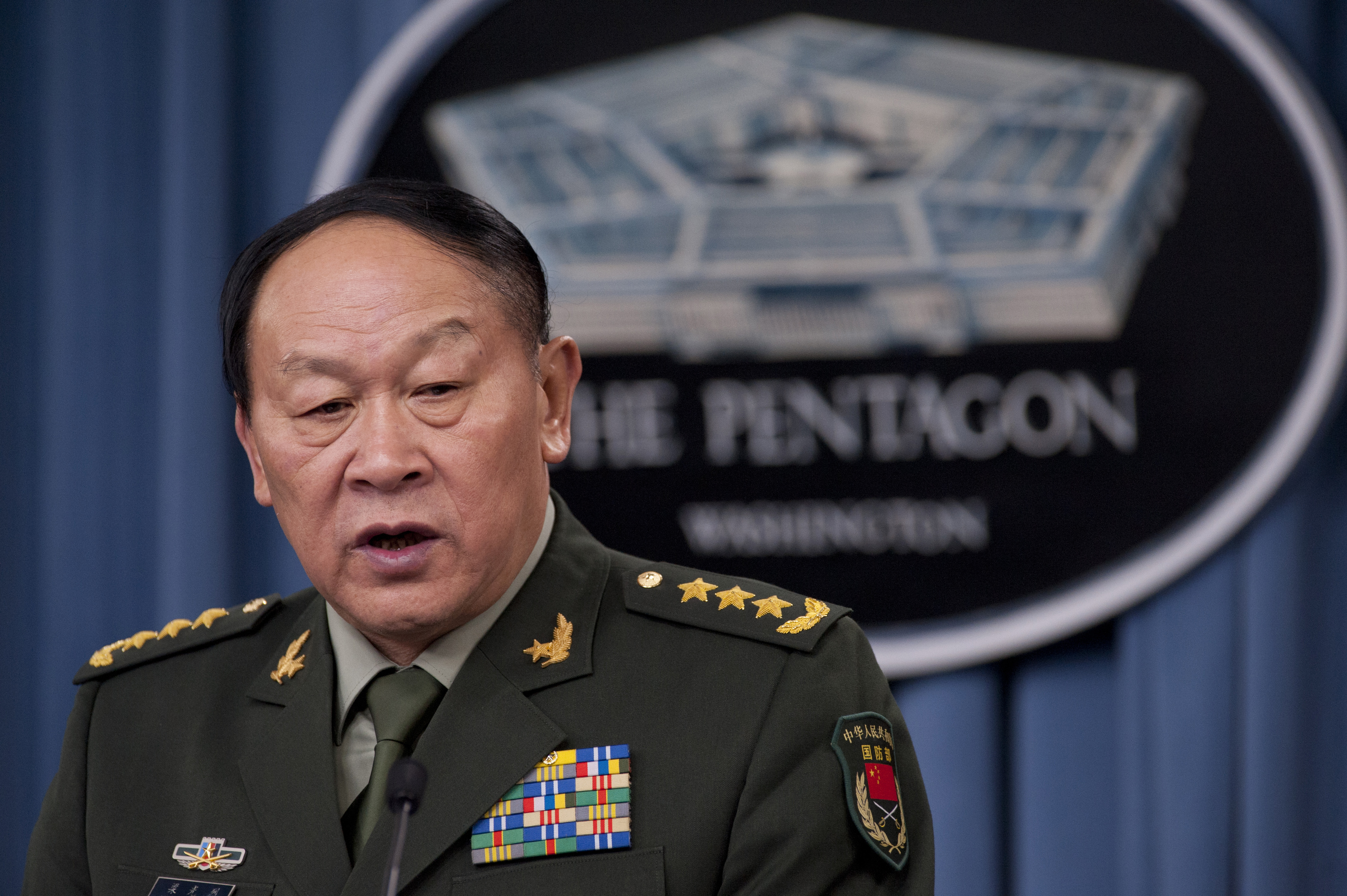
參訪五角大樓時記者會

2003年3月到2007年9月，任中共中央军委委员、中华人民共和国中央军事委员会委员、中国人民解放军总参谋长。2007年10月到2008年3月，任中共中央军委委员、中华人民共和国中央军事委员会委员。2008年3月到2013年3月，任中共中央军委委员（至2012年11月）、中华人民共和国中央军事委员会委员、国务委员兼国防部部长、国务院党组成员。
梁光烈是中共第十三届、十四届中央候补委员，十五届、十六届、十七届中央委员，十六届一中全会任中央军事委员会委员。第十届全国人民代表大会第一次会议任命为中华人民共和国中央军事委员会委员。中共十七届一中全会任中共中央军事委员会委员。第十一届全国人民代表大会第一次会议任命为中华人民共和国中央军事委员会委员。
2024年11月12日2时43分，因病在北京逝世，享年83岁（官方讣告算作84岁）。遗体于11月18日火化，中共中央政治局常委李强、丁薛祥、国家副主席韩正等受中共中央委托，前往八宝山革命公墓为梁光烈送别，并慰问其亲属。

## 家庭
- 妻：桂珍[7]